# Terre d'Espagne (livre)
Pour les articles homonymes, voir Terre d'Espagne.

Terre d'Espagne est un récit de voyage de René Bazin publié en 1895.

## Résumé
L'auteur arrive à Saint-Sébastien en 1894. Puis il va par le train à Bilbao où le socialisme monte chez les ouvriers. Il va ensuite à Santander par la mer. Puis à Burgos avec un paysage magnifique. Il va ensuite à Valladolid. Puis à Salamanque, ville rose. Il va ensuite à Avila, puis à Madrid. Il va à l'Escorial, demeure de Philippe II. Puis à Tolède. Il va ensuite à Lisbonne, où coule le Tage. Puis à Cordoue (Espagne) avec son ancienne mosquée devenue cathédrale. Il se rend ensuite à Grenade avec son musée de l'Alhambra. Puis il voyage jusqu'à Gibraltar avec sa montagne fortifiée. Il prend le bateau ensuite jusqu'à Tanger (Maroc). Puis il revient en Espagne à Cadix. Il va ensuite à Séville avec sa manufacture de tabac. Puis il revient à Madrid.